# Нагорода Ярослава Мудрого
Нагоро́да Яросла́ва Му́дрого — нагорода громадської організації Академія наук вищої школи України. Її вручають від 1994 року.
Нагороду Ярослава Мудрого присуджують за видатні наукові роботи в галузях:
- фізики та астрономії;
- математики, інформатики та обчислювальної техніки;
- біології та хімії;
- технічних наук;
- аграрних наук;
- медицини;
- суспільно-економічних наук;
- літератури, мови, мистецтвознавства та журналістики.

## Лауреати

### 1994
- Кононенко Петро Петрович
- Федорченко Адольф Михайлович
- Юрченко Олександр Григорович
- Храпунов Сергій Михайлович
- Ільницький Іван Григорович
- Шищенко Петро Григорович
- Бердишев Геннадій Дмитрович
- Таран-Жовнір Юрій Миколайович
- Алексєєва Олена Семенівна
- Білоус Віталій Михайлович
- Ганджа Ігор Михайлович
- Мощич Петро Степанович
- Шаповалов Володимир Іванович

### 1995
- Качкан Володимир Атаназійович
- Алексюк Анатолій Миколайович
- Ґудзь Володимир Павлович
- Мусієнко Микола Миколайович
- Оканенко Олександр Аркадійович
- Таран Наталія Юріївна
- Кирилюк Віктор Павлович
- Чекман Іван Сергійович
- Анісімов Володимир Владиславович
- Шеховцов Анатолій Федорович
- Романовський Георгій Федорович
- Чалий Олександр Васильович
- Добровольський Валентин Миколайович
- Сіворонов Альберт Олексійович
- Бойко Віталій Іванович
- Стріха Віталій Іларіонович

### 1996
- Сайко Віктор Федорович
- Баранник Дмитро Харитонович
- Жимела Григорій Пимонович
- Александров Євген Євгенович
- Бойченко Борис Михайлович
- Величко Олександр Григорович
- Гирін Віталій Миколайович
- Панов Борис Семенович
- Горовий Анатолій Федорович
- Зарицький Петро Васильович
- Михайленко Всеволод Євдокимович
- Ангельський Олег В'ячеславович
- Корнійчук Людмила Яківна
- Титаренко Наталія Олексіївна
- Жежеленко Ігор Володимирович
- Сіпатий Віталій Іванович

### 1997
- Андрейчин Михайло Антонович
- Влох Ірина Йосипівна
- Слітенко Аркадій Федорович
- Попов Микола Васильович
- Дробноход Микола Іванович
- Мороз Олександра Мирославівна
- Євтушенко Станіслав Костянтинович
- Луговий Володимир Іларіонович
- Острик Петро Миколайович
- Шаблій Олег Іванович
- Данченко Валентин Миколайович
- Вакуленко Олег Васильович
- Олексеюк Іван Дмитрович

### 1998
- Вінніков Альберт Іванович
- Зінченко Олександр Іванович
- Москаленко Анатолій Захарович
- Губенко Світлана Іванівна
- Пістун Микола Данилович
- Майборода Василь Каленикович
- Горохов Євген Васильович
- Слюсаренко Анатолій Гнатович
- Цимбалюк Віталій Іванович
- Никула Тарас Денисович
- Зименковський Борис Семенович
- Коноваленко Ольга Степанівна

### 1999
- Вірченко Ніна Опанасівна
- Губинський Володимир Йосипович
- Ляшенко Ігор Миколайович
- Поліщук Віктор Петрович
- Ятель Георгій Прокопович
- Яцимирський Віталій Костянтинович

### 2000
- Наконечний Олександр Григорович
- Чередниченко Олександр Іванович
- Цапко Валерій Костянтинович
- Пилипчик Олег Ярославович
- Жупанський Ярослав Іванович
- Ситенко Олексій Григорович
- Лазня Ігор Вікторович
- Грищак Віктор Захарович
- Білоус Василь Іванович
- Астрелін Ігор Михайлович

### 2001
- Ступін Олександр Борисович
- Старикова Олена Миколаївна
- Васильєвих Леонід Аркадійович
- Калакура Ярослав Степанович
- Винокур Іон Срульович
- Ніколайчук Віталій Іванович
- Запаско Яким Прохорович
- Гасик Михайло Іванович
- Надольний Іван Федотович
- Ванханен Вільям Давидович
- Андрущенко Віктор Петрович

### 2002
- Загнітко Анатолій Панасович
- Каліущенко Володимир Дмитрович
- Філіпченко Антон Сергійович
- Панчук Май Іванович
- Різун Володимир Володимирович
- Большаков Володимир Іванович
- Погрібний Анатолій Григорович
- Даценко Ірина Іванівна
- Туманов Віктор Андрійович
- Цудзевич Борис Олександрович

### 2003—2004
Нагорода не присуджувалася

### 2005
- Зорівчак Роксолана Петрівна
- Матковський Орест Іллярович
- Бойко Анатолій Леонідович
- Патика Володимир Пилипович
- Поліщук Валерій Петрович
- Будзенівська Ірина Геннадіївна
- Шимон Людвик Людвикович
- Чумаченко Володимир Юхимович
- Перестюк Микола Олексійович
- Іващенко Валерій Петрович
- Терещенко Василь Степанович
- Бейко Іван Васильович
- Яблонський Валентин Андрійович

### 2006
- Гладких Володимир Андрійович
- Овчарук Анатолій Миколайович
- Пройдак Юрій Сергійович
- Костерін Сергій Олексійович
- Мірошниченко Микола Степанович
- Прилуцький Юрій Іванович
- Анісімов Анатолій Васильович
- Демчик Михайло Васильович
- Макарчук Микола Юхимович
- Калуєв Алан Валерійович
- Климко Григорій Никифорович
- Гудивок Петро Михайлович
- Тишко Федір Олексійович
- Руда Світлана Петрівна

### 2007
- Барна Микола Миколайович
- Болдирєв Ростислав Васильович
- Гончарук Яків Андрійович
- Григорюк Іван Панасович
- Гринкевич Володимир Олександрович
- Зайченко Юрій Петрович
- Костишин Степан Степанович
- Кузьменко Василь Іванович
- Міленін Андрій Анатолійович
- Новикова Марина Олексіївна
- Регеда Михайло Степанович
- Стріха Максим Віталійович

### 2008
- Івасишен Степан Дмитрович
- Молчанов Олександр Артемович
- Ніколенко Юрій Васильович

### 2009
- Бучацький Леонід Петрович
- Великий Микола Миколайович
- Сергійчук Володимир Іванович
- Середа Борис Петрович
- Шайкевич Ігор Андрійович
- Закусило Олег Каленикович

### 2010
- Бервено Сергій Миколайович
- Терек Ольга Іштванівна
- Рум'янцев Анатолій Павлович
- Черноватий Леонід Миколайович
- Карабан В'ячеслав Іванович
- Швачко Світлана Олексіївна
- Кідалов Валентин Віталійович
- Коваль Валерій Вікторович
- Сукач Георгій Олексійович
- Бажин Анатолій Іванович
- Григорків Василь Степанович
- Гаращенко Федір Георгійович
- Позняк Степан Павлович

### 2011
- Саух Петро Юрійович
- Зимомря Микола Іванович
- Ленюк Михайло Павлович
- Зачепа Андрій Михайлович
- Готря Зенон Юрійович
- Гребельник Олександр Петрович
- Камкіна Людмила Володимирівна
- Шевченко Ірина Семенівна
- Бартіш Михайло Ярославович
- Кривченя Данило Юліанович
- Горбань Олександр Миколайович
- Лепіх Ярослав Ілліч
- Дудченко Микола Андрійович
- Кузьменко Василь Олександрович
- Поперенко Леонід Володимирович

### 2012
- Позур Володимир Костянтинович
- Пташник Богдан Йосипович
- Масенко Лариса Терентіївна
- Помірко Роман Степанович
- Яковенко Юрій Іванович
- Єлейко Ярослав Іванович
- Захарченко Микола Васильович
- Григорук Валерій Іванович
- Андрійчук Віктор Григорович
- Буткін Віктор Сергійович
- Недопьокін Федір Вікторович